# Фестиваль русской песни в Зелёна-Гуре
Фестиваль российской песни в Зелёна-Гуре — конкурс российской песни, который проводился с 2008 по 2014 годы в польском городе Зелёна-Гура на сцене амфитеатра имени Анны Герман. Целью фестиваля было объявлено знакомство современной польской аудитории с российской популярной музыкой. Главные призы фестиваля — золотой, серебряный и бронзовый самовары. Один из крупнейших фестивалей поп-музыки в Восточной Европе.
Организаторами фестиваля являлись администрация города Зелёна-Гура, Министерство культуры Российской Федерации, Министерство культуры и национального наследия Польши. С 2009 года прямую трансляцию с мероприятия вёл польский телеканал TVP2. Проведение фестиваля было прекращено в 2014 году из-за военного конфликта на Украине.

## Гости и участники фестиваля
В качестве специальных гостей на фестивале выступали Араш, Майкл Болтон, Хулио Иглесиас (младший), Александр Рыбак, группа «Земляне», Дима Билан и другие.

## Фестиваль-предшественник
Фестиваль российской песни в городе Зелёна-Гура является продолжателем традиций известного в прошлом «Фестиваля советской песни», который просуществовал с 1965 до 1989 года и был одним из важнейших культурных мероприятий в Польше. В фестивале принимали участие исполнители из 80 стран мира. В качестве специальных гостей на фестивале выступали самые популярные исполнители эстрады из стран Восточной Европы и Центральной Азии, среди которых Муслим Магомаев, Алла Пугачёва, Валерий Леонтьев и другие.

## Победители
| Год  | Золотой самовар                              | Серебряный самовар                         | Бронзовый самовар                                           |
| 2008 | Себастьян Плевиньский Да здравствует эстрада | Katarzyna Rościńska ???                    | Agnieszka Konarska ???                                      |
| 2009 | Agnieszka Konarska Осень                     | Małgorzata Główka ???                      | Emils & Sabine Лунная мелодия                               |
| 2010 | Anna Dereszowska Актриса                     | Агнешка Влодарчик Опять метель             | Marii Я не болею тобой                                      |
| 2011 | Krzysztof Respondek Берега России            | Stachursky Белые розы                      | Сильвия Гжещак За тобой                                     |
| 2012 | Volver Миллион алых роз                      | Рафал Бжозовский Позови меня тихо по имени | Maria Niklińska i Jarosław Witaszczyk Танго разбитых сердец |
| 2013 | Михал Шпак Очи чёрные                        | Natalia Sikora Ясный сокол                 | Marcin Kindla Корабли                                       |